# Безгрива зебра
Безгрива зебра (Equus quagga borensis) — підвид рівнинної зебри, яка поширена в північній частині Східної Африки. Її ареал простягається від озера Барінго в Кенії до району Карамоджа в Уганді. Зустрічається також у східній частині Південного Судану, на схід від Білого Нілу (наприклад, у Національному парку Бома ). Це найпівнічніший підвид рівнинної зебри. Остання значна популяція, що залишилася, знаходиться в Національному парку Долини Кідепо.

## Таксономія

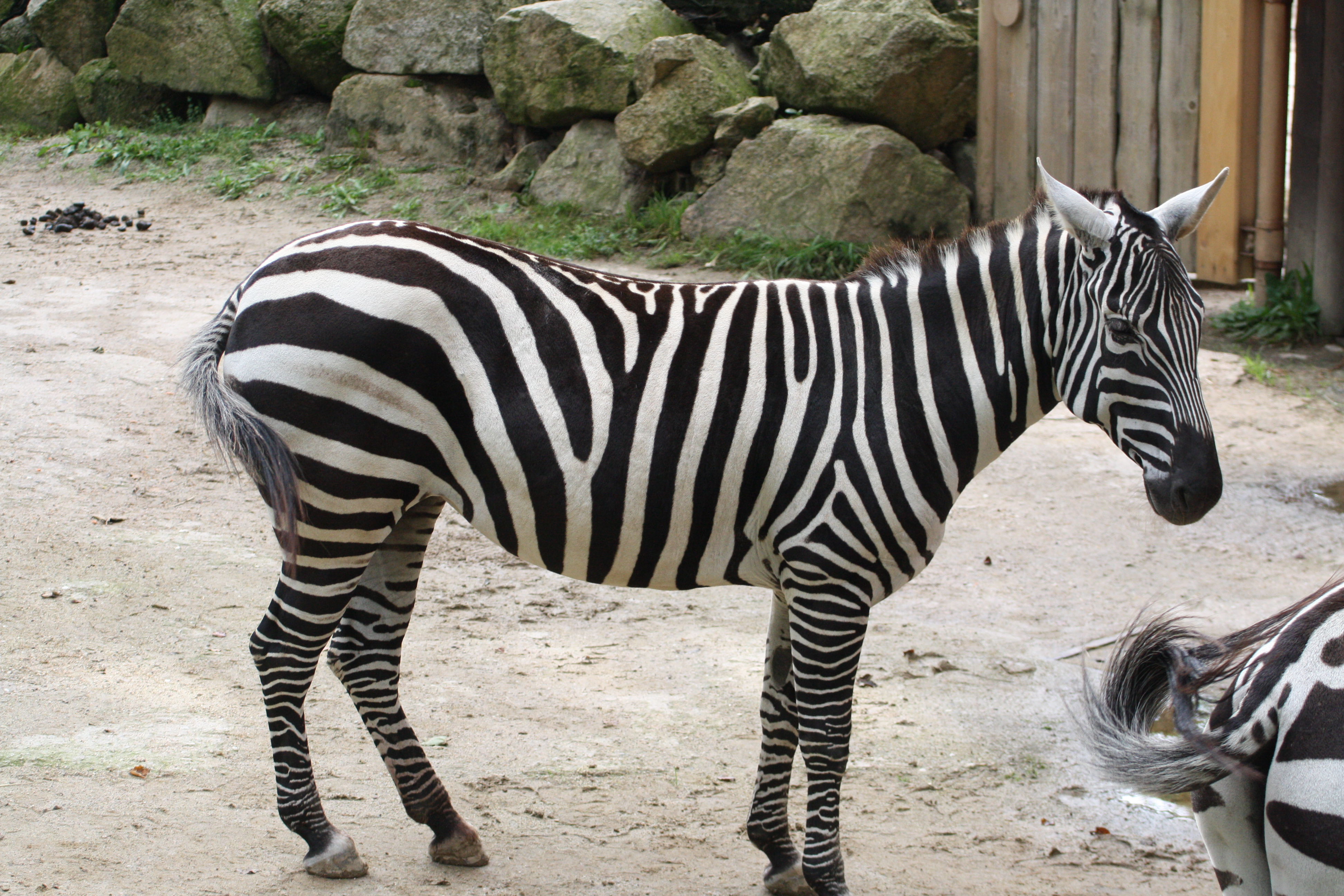
Безгрива зебра (Equus quagga borensis) у Ліберецькому зоопарку

Безгриву зебру вперше описав у 1921 році шведський зоолог Ейнар Леннберг. Він дав їй назву Equus borensis на основі типового зразка, зібраного поблизу міста Бор у Південному Судані . Нещодавно тварини Національного парку долини Кідепо були вивчені Фондом дикої природи Кідепо.